# Otto Kübler (Abt)
Otto II. Kübler auch Oddo Kübler (* in Ellwangen; † 21. Februar 1672 in St. Blasien) war vom 22. Juni 1664 bis 1672 Abt des Klosters St. Blasien im Schwarzwald. 

## Werdegang
Seine Ausbildung erhielt er in Musik und Komposition von Girolamo Frescobaldi. Er besuchte verschiedene Städte wie Prag, Wien, Innsbruck und Rom. Eine seiner Italienreisen unternahm er zusammen mit seinem Vorgänger Franz Chullot. Kübler erbaute die Kapelle (zerstört 1639) in Sinkingen bei Fischbach und die Kirche in Birkendorf. Er stellte Bauten, die unter Franz Chullot angefangen wurden, fertig. Dazu gehören das Schloss Gurtweil das Kloster Berau (1665) und wohl auch die Kirche in Boll. Am Konventgebäude ließ er Umbauten vornehmen. 
Kübler war ein Förderer der Künste. Neben Schmuckstücken und Ornaten wurde eine große Monstranz angefertigt.

## Wappen
Auf blauem Schild ein von drei Küfer-Hämmern begleiteter goldener Sparren, darauf eine vierblättrige rote Blume.